# Liogenys quadridentata
Liogenys quadridentata är en skalbaggsart som beskrevs av Blanchard 1851. Liogenys quadridentata ingår i släktet Liogenys och familjen Melolonthidae. Inga underarter finns listade i Catalogue of Life.